# 2-methylpropan-2-ol
2-methylpropaan-2-ol, tot voor kort (2020) bekend als 2-methyl-2-propanol of meer traditioneel: tert-butanol, is een tertiair alcohol. Deze stof is de grondstof voor tert-butylesters en tert-butylethers, zoals methyl-tert-butylether. Zij wordt ook vaak gebruikt als oplosmiddel.
De stof wordt in het commercieel circuit vaak in plastic flessen geleverd. Gezien het smeltpunt, 25 tot 26°C, wordt de stof in vloeibare vorm in de fles gedaan, maar treedt stolling op. Voor gebruik moet de fles dan even kort verwarmd worden om de verbinding uit de fles te krijgen. Het is tevens mogelijk om tert-butanol met water te mengen om de stof bij kamertemperatuur in vloeibare vorm te houden.

## Synthese
Tertiair butanol kan men bekomen door de zuurgekatalyseerde additie van water aan isobuteen. De katalysator is bijvoorbeeld zwavelzuur of een andere sterk zuur, of een zuurionenwisselaar:
Volgens de regel van Markovnikov zal bij de additie van waterstof aan de dubbele binding het meest stabiele carbokation als tussenvorm gevormd worden, dit is het tertiair butylkation, zodat deze reactie bijna uitsluitend tertiair butanol oplevert en niet het isomere 2-methylpropan-1-ol (isobutanol).

## Reactiviteit
2-methylpropaan-2-ol ondergaat makkelijk SN1-reacties. Zo wordt 2-chloor-2-methylpropaan makkelijk bereid uit 2-methylpropaan-2-ol en geconcentreerd zoutzuur. Het gevormde product is slecht oplosbaar in water, waardoor tijdens de reactie het reactieproduct als een steeds dikkere laag op de waterige uitgangsstof drijft.
Met behulp van kaliumhydroxide kan kalium-tert-butoxide bereid worden. Deze stof wordt op laboratoriumschaal veel als niet-nucleofiele base toegepast.